# Pelodera kolbi
Pelodera kolbi är en rundmaskart. Pelodera kolbi ingår i släktet Pelodera och familjen Rhabditidae. Inga underarter finns listade i Catalogue of Life.